# Asami Mizukawa
Asami Mizukawa (水川 あさみ?, Mizukawa Asami; Kyoto, 24 luglio 1983) è un'attrice giapponese, ma il suo vero nome è Keiko.
Cresciuta a Ibaraki, ha fatto il suo debutto nel 1997 in una pubblicità, per poi farsi conoscere nel film di genere horror Dark Water. Ha partecipato a una vasta serie di programmi televisivi, dorama e pellicole cinematografiche di successo.

## Filmografia

### Cinema
- Go, regia di Isao Yukisada (2001)
- Hashire! Ichiro, regia di Kazuki Ōmori (2001)
- Last Scene, regia di Hideo Nakata (2002)
- Dark Water, regia di Hideo Nakata (2002)
- Saru, regia di Yôichirô Hayama (2003)
- Shibuya Kaidan, regia di Kei Horie (2003)
- is A (2004)
- 69, regia di Lee Sang-il (2004)
- Pika**nchi Life Is Hard Dakara Happy, regia di Yukihiko Tsutsumi (2004)
- Shibuya Kaidan 2, regia di Kei Horie (2004)
- Shinku, regia di Takashi Tsukinoki (2005)
- Onaji Tsuki wo Miteiru, regia di Kenta Fukasaku (2005)
- Mada Mada Abunai Keiji, regia di Kunio Torii (2005)
- Nagurimono, regia di Hideaki Sunaga (2005)
- Pray, regia di Yuichi Sato (2005)
- Shinku, regia di Takashi Tsukinoki (2005)
- School Daze, regia di Kentaro Moriya (2005)
- Saiyuuki: The Movie (2006)
- Ashita no Kioku, regia di Yukihiko Tsutsumi (2006)
- I Am, regia di Rodoh Seji (2007)
- Chameleon, regia di Junji Sakamoto (2008)
- Nodame Cantabile saishū gakushō - Zenpen, regia di Hideki Takeuchi (2009)
- Higanjima, regia di Tae-gyun Kim (2010)
- Kondo wa Aisaka (2010)
- Nodame Cantabile saishū gakushō - Kōhen, regia di Yasuhiro Kawamura, Hideki Takeuchi (2010)
- Le incredibili avventure di Fuku-chan, regia di Yōsuke Fujita (2014)
- Kin kyori ren'ai, regia di Naoto Kumazawa (2014)

### Televisione
- Kindaichi shōnen no jikenbo (1997) - speciale
- Odoru Daisousasen - serie TV, episodio 3 (1997)
- Meitantei Hokenshitsu no Obasan - serie TV, episodio 9 (1997)
- P.A. Private Actress - serie TV, (1998)
- Tabloid - serie TV, episodio 1 (1998)
- Bishojo H2 - serie TV, (1998)
- Bishojo H - serie TV, (1998)
- Shoshimin Keen - serie TV, (1999)
- Hayate no you ni - serie TV, (1999)
- Abunai Hokago - serie TV, (1999)
- Hakusen Nagashi "Hatachi no Kaze" - serie TV, (1999)
- Hanamura Daisuke - serie TV, (2000)
- Tokyo Bakudan - serie TV, (2000)
- Wakareru Ninin no Jikenbo - serie TV, episodio 2 (2000)
- Sayonara, Ozu Sensei - serie TV, (2001)
- Ashita ga Arusa - serie TV, episodio 9 (2001)
- Kabachitare - serie TV, episodio 4 (2001)
- R-17 - serie TV, episodio 4 (2001)
- Double Score - serie TV, (2002)
- Kaidan Hyaku Monogatari - serie TV, episodio 6 (2002)
- Moshichi no Jikenbo "Shin Fushigi Soushi" - serie TV, (2002)
- The Long Love Letter - serie TV, (2002)
- Et Alors - serie TV, (2003)
- Stand Up! - serie TV, (2003)
- Ooku 3 - serie TV, episodio 5-6 (2003)
- Diamond Girl - serie TV, (2003)
- Hatachi - serie TV, (2003)
- Bijo ka Yajuu - serie TV, (2003)
- Honto ni Atta Kowai Hanashi 2 Tamashi no Bunkiten - serie TV, episodio 6 (2004)
- Shukumei - serie TV, (2004)
- Pride - serie TV, (2004)
- Mother and Lover - serie TV, (2004)
- Fuyuzora ni Tsuki wa Kagayaku - serie TV, (2004)
- Okusama wa Majo - serie TV, episodio 4 (2004)
- Kaze no Haruka - serie TV, (2005)
- Gekidan Engimono Ie ga Tooi - serie TV, (2005)
- Division 1 Kareshi Sensei - serie TV, (2005)
- Anego - serie TV, episodio 10 (2005)
- Nodame Cantabile - serie TV, (2006)
- Meitantei Conan 10 shūnen drama special - Kudō Shin'ichi e no chōsenjō - Sayonara made no prologue - serie TV, (2006)
- Team Medical Dragon - serie TV, (2006)
- Saiyuki - serie TV, (2006)
- Koi no Kara Sawagi Drama Special Love Stories IV - serie TV, (2007)
- Oishii Gohan: Kamakura Kasugai Kometen - serie TV, (2007)
- Flight Panic - serie TV, (2007)
- Team Medical Dragon 2-Iryu 2 - serie TV, (2007)
- Yamada Tarō monogatari - serie TV, (2007)
- Hadaka no Taisho Horoki - serie TV, (2007)
- Hissatsu Shigotonin 2007 - serie TV, (2007)
- Fuurin Kazan - serie TV, (2007)
- Yume wo Kanaeru Zo - serie TV, (2008)
- 33pun Tantei - serie TV, (2008)
- Last Friends - serie TV, (2008)
- Koshonin - serie TV, episodio 3-4 (2008)
- Nodame Cantabile - serie TV, (2008)
- Orthros no Inu - serie TV, (2009)
- Godhand Teru - serie TV, (2009)
- Kaette Kosaserareta 33pun Tantei - serie TV, (2009)
- Ketsuekigatabetsu Onna ga Kekkon Suru Hoho - serie TV, (2009)
- Inu no Omawarisan - serie TV, (2010)
- Aishiteru~Kizuna~ - serie TV, (2011)
- Inu o kau to iu koto - serie TV, (2011)
- Gou - serie TV, - serie TV, (2011)
- Tsumi to Batsu: A Falsified Romance - serie TV, (2012)
- 37-sai de Isha ni Natta Boku ~Kenshui Junjo Monogatari~ - serie TV, (2012)
- Chocolatier - Cioccolata per un cuore spezzato - serie TV, (2014)